# Герб Бежі
Ге́рб Бе́жі — офіційний символ міста Бежа, Португалія. Використовується як територіальний герб. У золотому щиті чорна голова бика, обернена передом. Над нею, у главі щита, розміщена п'ятірка португальських щитків, обабіч якої два чорні орли із розкритими крилами. У нижній частині щита червоний замок з трьома вежами, зі срібними брамами і вікнами. Щит увінчує срібна мурована міська корона з п'ятьма вежами.  Під щитом біла стрічка, на якій великими літерами напис португальською: «cidade de　Beja» (місто Бежа).  Офіційно затверджений 4 квітня 1938 року.  Бик уособлює розвинуте скотарство регіону й природні багатства. Квінта — символ приналежності до Португальської корони, нагадування про звільнення Бежі від мусульманського гніту. Два орли — знаки римського походження міста. Червоний замок — Безький замок, колір якого символізує кров у війнах.

## Галерея

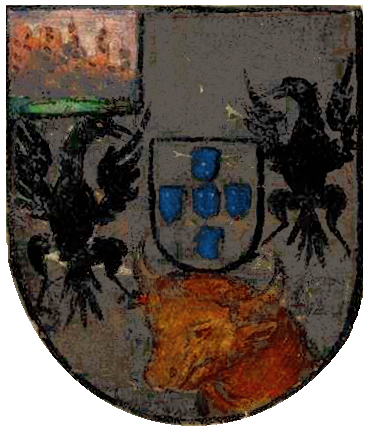
1675, «Thesouro de Nobreza»
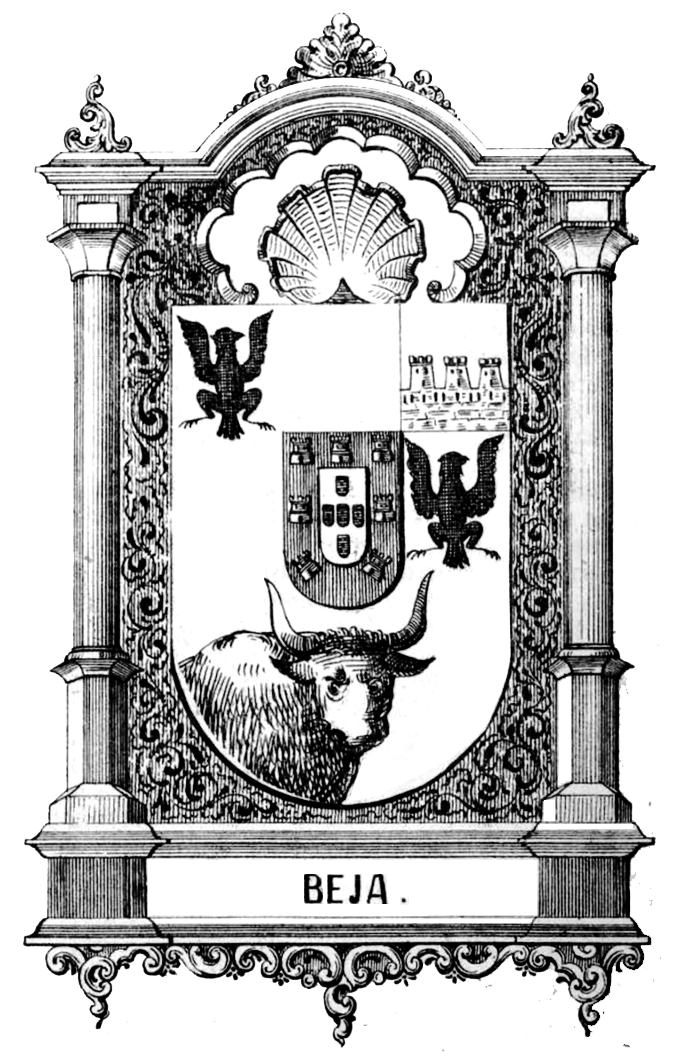
1860
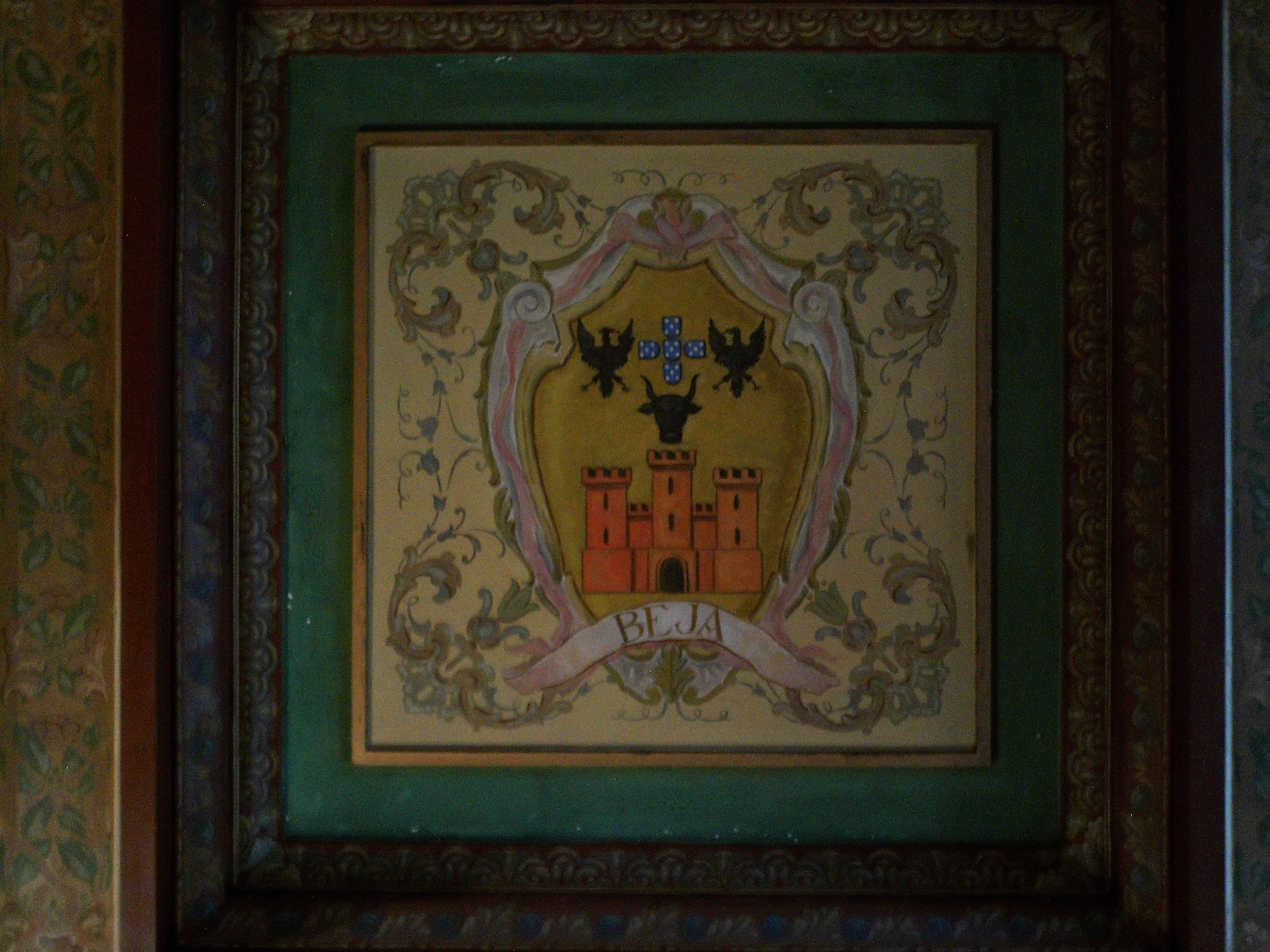
1929
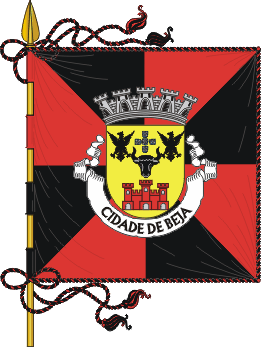
Прапор
Малий герб